# 斯特凡·漢泰
斯特凡·漢泰（德語：Stefan Hantel，1968年3月2日—），艺名Shantel，是一個來自德国的歌手、音樂製作人和唱片騎師，因吉普赛铜管乐队，DJ表演以及传统巴尔干音乐混音作品而著称。

## 作品
- Super Mandarine（1994年）
- Club Guerilla（1995年）
- Auto Jumps & Remixes（1997年）
- EP（1997年）
- No. 2（1997年）
- "II" EP（1998年）
- Higher than the Funk（1998年）
- Oh So Lovely EP （1998年）
- Oh So Lovely Remixes（1998年）
- Backwood（2001年）
- Great Delay（2001年）
- Inside（2001年）
- Bucovina（2003年）
- Disko（2003年）
- Bucovina Club Vol. 2（2005年）
- Gypsy Beats and Balkan Bangers（2006年）
- Disko Partizani（2007年）
- Disko Partizani Remixes（2008年）
- Planet Paprika（2009年）
- Kosher Nostra Jewish Gangsters Greatest Hits（2011年）
- Anarchy + Romance（2013年）